# Burgazada
Burgazada – turecka wyspa we wschodniej części Morza Marmara, niedaleko azjatyckiej części Stambułu. Powierzchnia wyspy wynosi ok. 1,5 km², jest trzecią pod względem wielkości wyspą w archipelagu Wyspy Książęce.